# فضا (داستان)
فضا حال و هوا یا جو داستان است که به یاری توصیف، شخصیت‌پردازی و دیگر عناصر داستان به خواننده انتقال می‌یابد.